# Aardewerk met touwmarkeringen

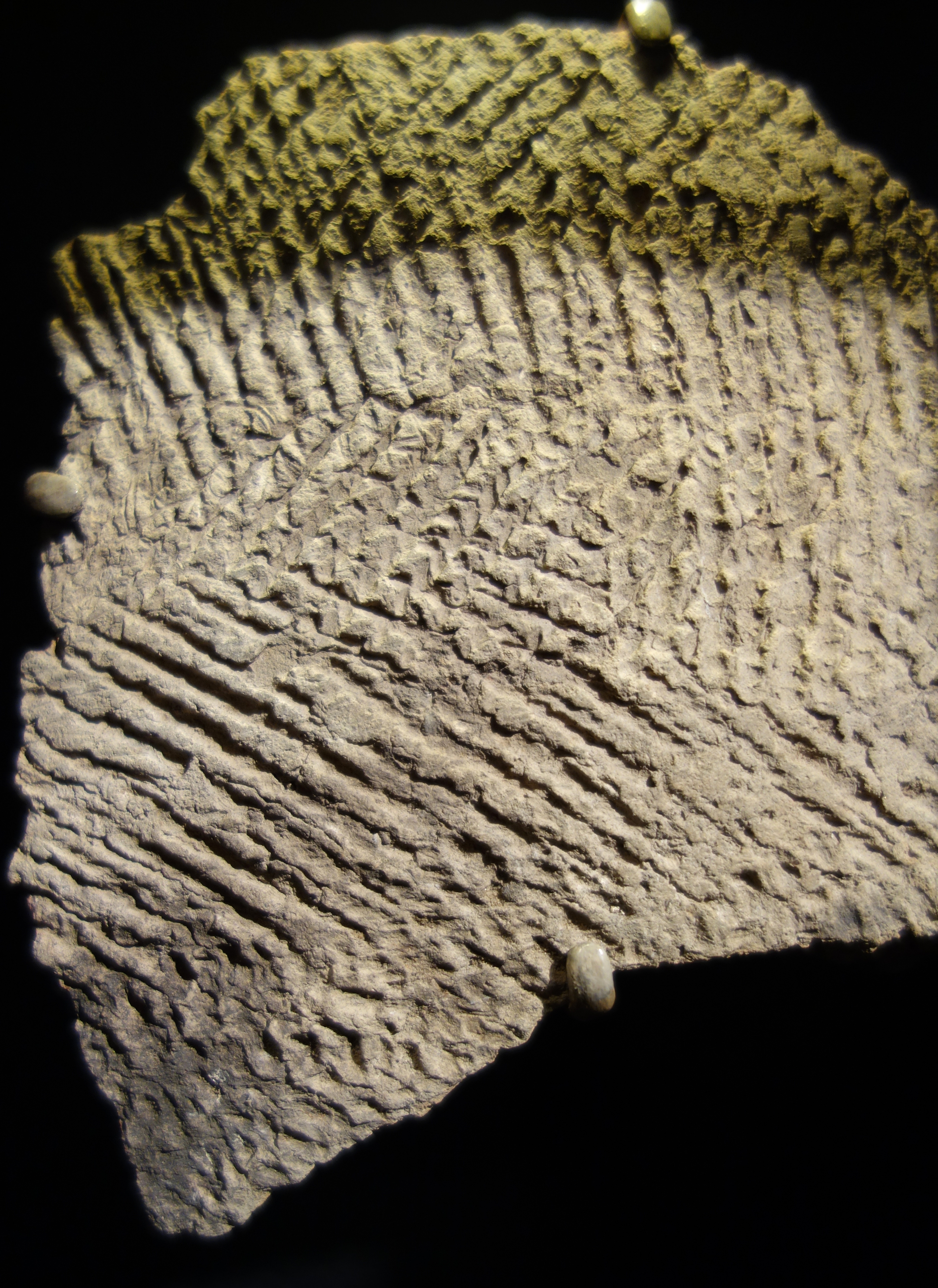
met chamotte gemagerd aardewerk, Wilmington-periode, 350-800 n.Chr., Fernbank Museum of Natural History

Aardewerk met touwmarkeringen is een vroege vorm van eenvoudig aardewerken vaatwerk. Hiermee kon voedsel worden bewaard en boven vuur worden gekookt. Aardewerk met touwmarkering varieerde enigszins over de hele wereld, afhankelijk van de beschikbare klei en grondstoffen. Het viel over het algemeen samen met culturen die overgingen naar een agrarische en meer gevestigde levensstijl, in vergelijking met een strikt jager-verzamelaarslevensstijl. 

## Het maken van aardewerk met touwmarkeringen
Aardewerk werd gemaakt door klei te verzamelen uit heuvels of beken. Ander materiaal - schelpen, steen, zand, plantenvezels, gemalen gebakken klei - dat aan de klei wordt toegevoegd, magerde deze om scheuren en krimpen te voorkomen wanneer deze wordt gedroogd en gebakken. 
Er werden verschillende methoden gebruikt om de ruwe vorm van het vat te creëren: knijpen en vormgeven, peddelen of rollen. 
De pot kon worden gemaakt door eenvoudig een klomp klei te vormen en te knijpen. 
Bij rollen werd de pot opgebouwd met rollen opgerolde klei. De lagen opgerolde klei werden vervolgens geknepen, verdund en gladgemaakt. 
Vervolgens kon aardewerk met touwmarkering worden gemaakt met de peddel- en aambeeldmethode. Hierbij werden met touw omwikkelde peddels tegen de zijkant van het aardewerk gedrukt om het aardewerk te vormen en te verdunnen. Dit werd gedaan terwijl een aambeeldsteen aan de binnenkant van het vat werd vastgehouden. De vezeltouwen zorgden ervoor dat de peddels niet aan de natte klei bleven plakken. Hierdoor ontstonden kleine, parallelle ribbels in het aardewerk. Het aardewerk werd vervolgens gedroogd en gebakken. 
Het ruwe oppervlak dat ontstond, maakte het gemakkelijk om de vaten vast te houden, vooral als ze nat of vettig waren. Het maakte ook een effectievere overdracht van warmte van een kookvuur naar de inhoud van de pot mogelijk vergeleken met een vat met een gladde buitenkant. 

## Azië
In Japan is de Jomonperiode vernoemd naar het aardewerk met touwmarkering. De term Jomon werd bedacht door Edward S. Morse, die in 1867 touwwaren ontdekte op de Omori-site. 
Op Taiwan werd de Fengpitoucultuur gekenmerkt door fijn rood aardewerk met touwmarkering, gevonden in Penghu en de centrale en zuidelijke delen van de westkant van het eiland, en een cultuur met soortgelijk aardewerk in de oostelijke kustgebieden.

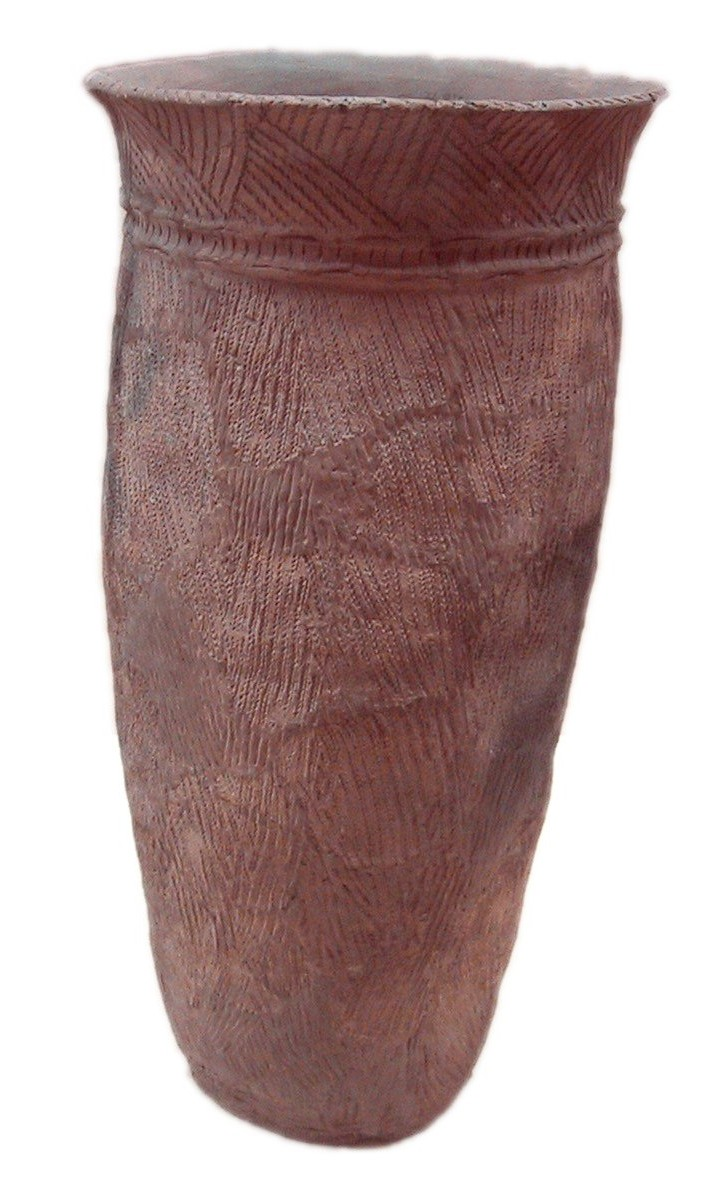
Jomon-aardewerk met touwmarkeringen
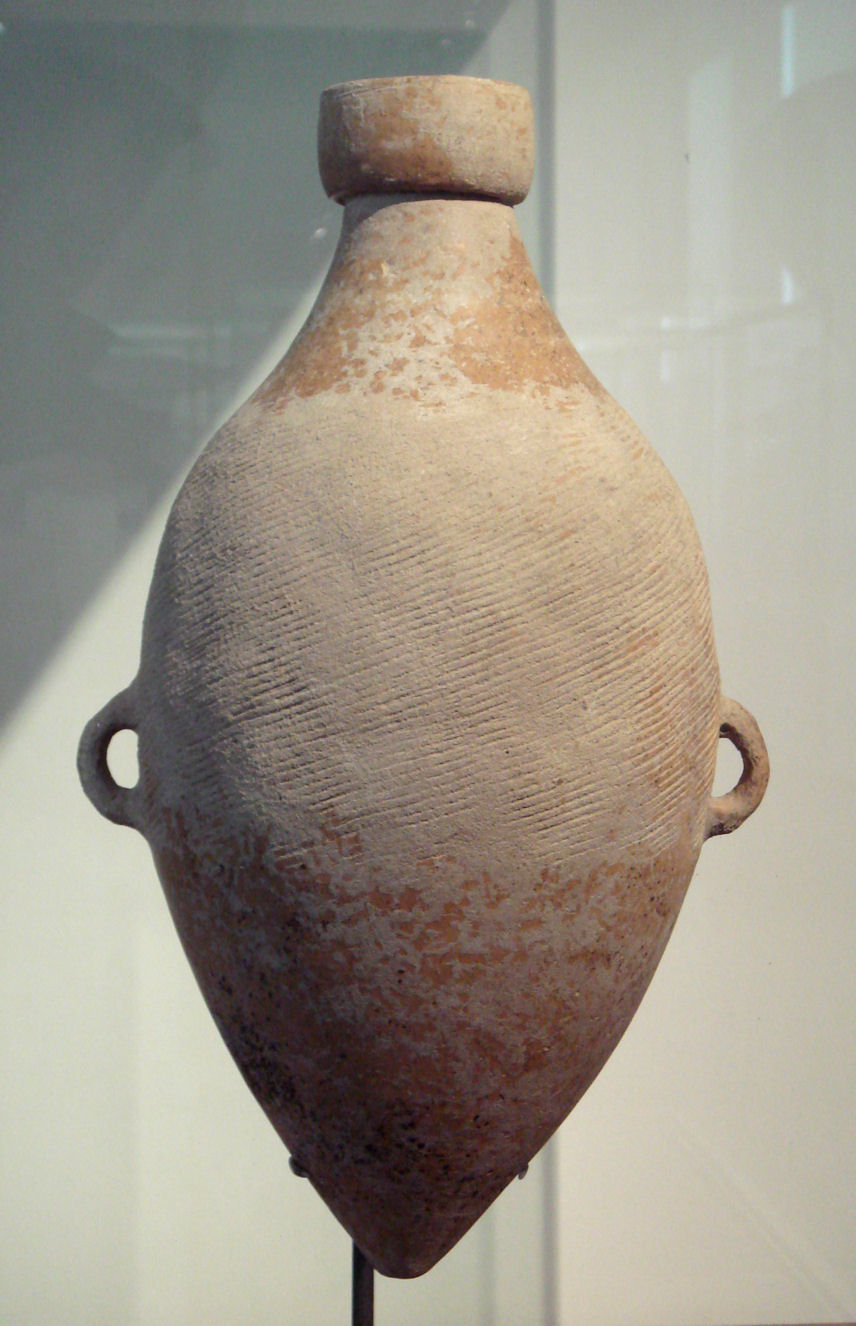
Yangshao-touwgemarkeerd aardewerk,Banpo-fase, 4800v.Chr.,Shaanxi
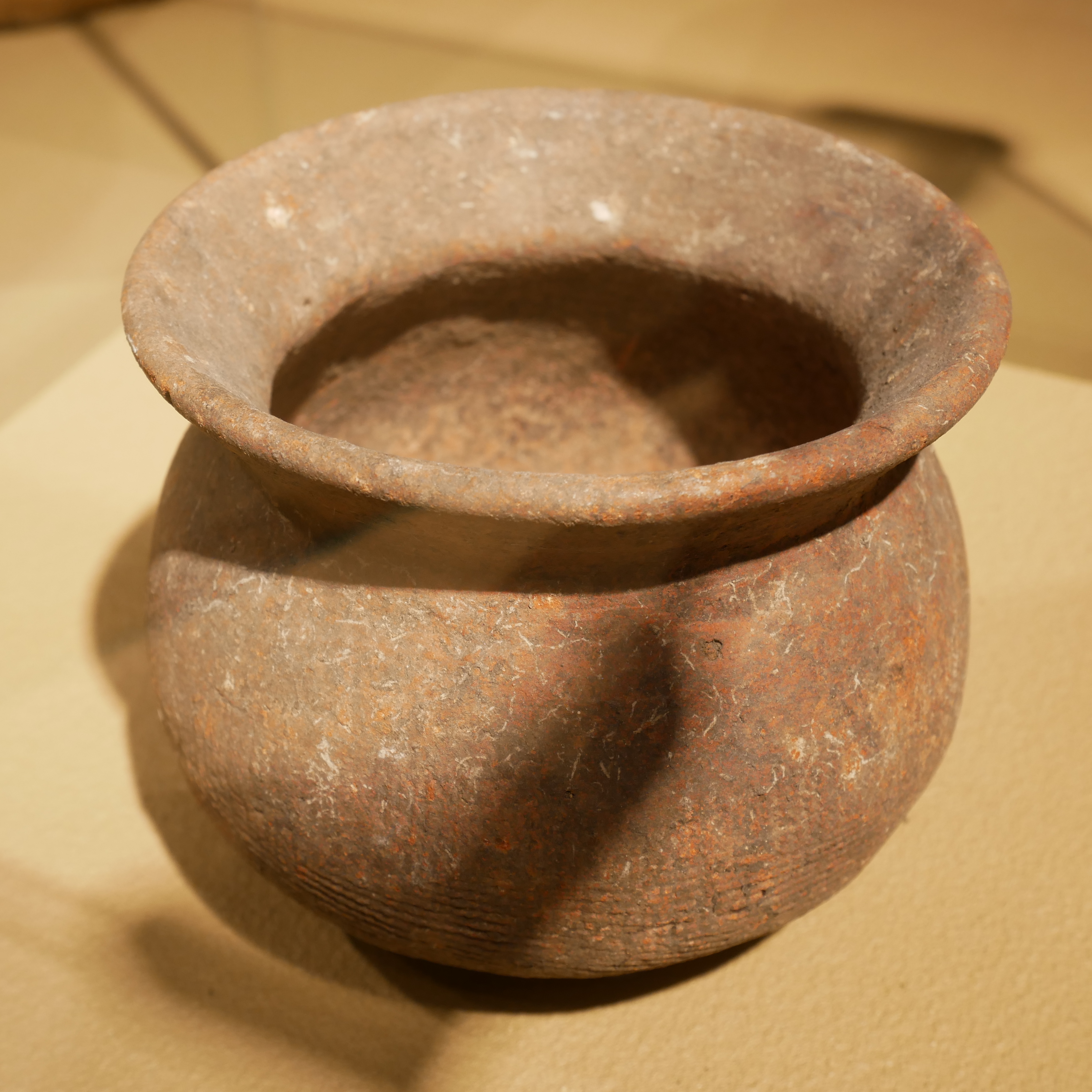
touwgemarkeerd aardewerk van de Paiwan

## Noord-Amerika

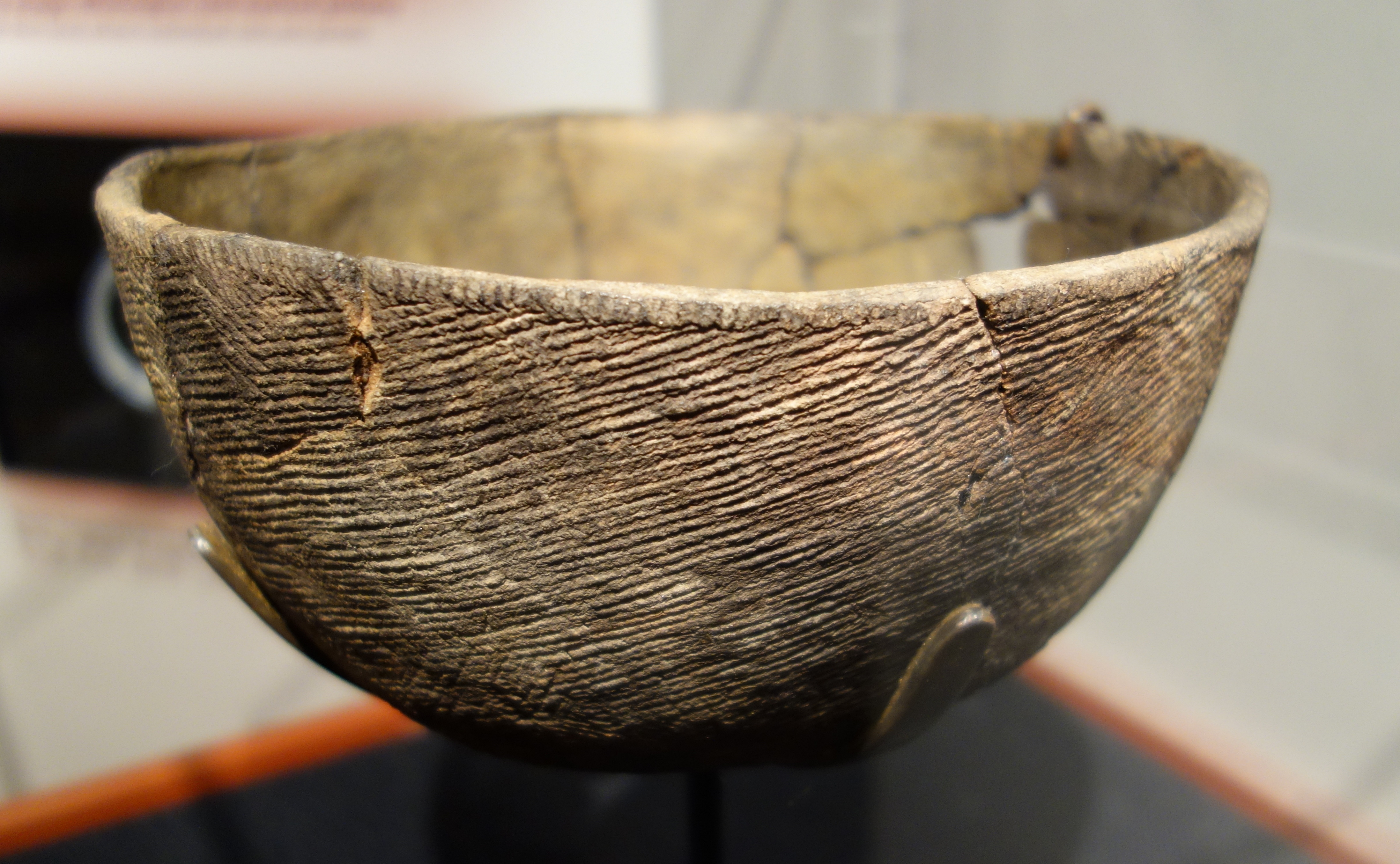
Savannah-touwgemarkeerd aardewerk, St. Catherines-periode, 800–1300 n.Chr., Fernbank Museum of Natural History

In Noord-Amerika wordt aangenomen dat aardewerk met touwmarkering vóór 1000 v.Chr. in het oosten van de Verenigde Staten ontstond. Rond 500 v.Chr. wordt het in het noordelijke Midden-Westen gevonden. Gedurende de volgende 500 jaar verspreidden de aardewerk-makende culturen zich naar het westen, zuiden en noordwesten in de Great Plains, ten westen van de Mississippi, en in Texas en Oklahoma. 
Touwgemarkeerd aardewerk werd in verschillende vormen gemaakt. Een omgekeerde kegelvorm, met een spitse bodem en tot 75 cm hoog, werd gebruikt voor het bewaren van voedsel. De wanden van het aardewerk waren erg dik, en te zwaar om voedsel over grote afstanden te vervoeren. Dit zou een grote verbetering zijn geweest ten opzichte van het direct ondergronds opslaan van voedsel zonder container. 
In de loop van de tijd werden de wanden dunner en ronder naarmate de pottenbakkers vaardiger werden, zoals tijdens de Plains Village-periode (ca. 1100-1450 n.Chr.).
Ronde of bolvormige bodems zorgden dat de vaten op een aantal kleine stenen of direct op een vuur konden worden geplaatst om te koken. 